# Северо-Западные территории
Северо-За́падные террито́рии (англ. Northwest Territories [ˌnɔrθˌwɛstˈtɛrɨtɔəriːz], фр. Territoires du Nord-Ouest, инуктитут ᓄᓇᑦᓯᐊᖅ/nunatsiaq) — административная единица (территория) в Канаде, расположенная в северной части страны, в приполярном регионе. Столица (c 1967) — Йеллоунайф. Площадь — 1 346 106 км² (3-е место, 15,2 % водной поверхности). Население — 42 940 человек (11-е место, данные 2009 года).

## География

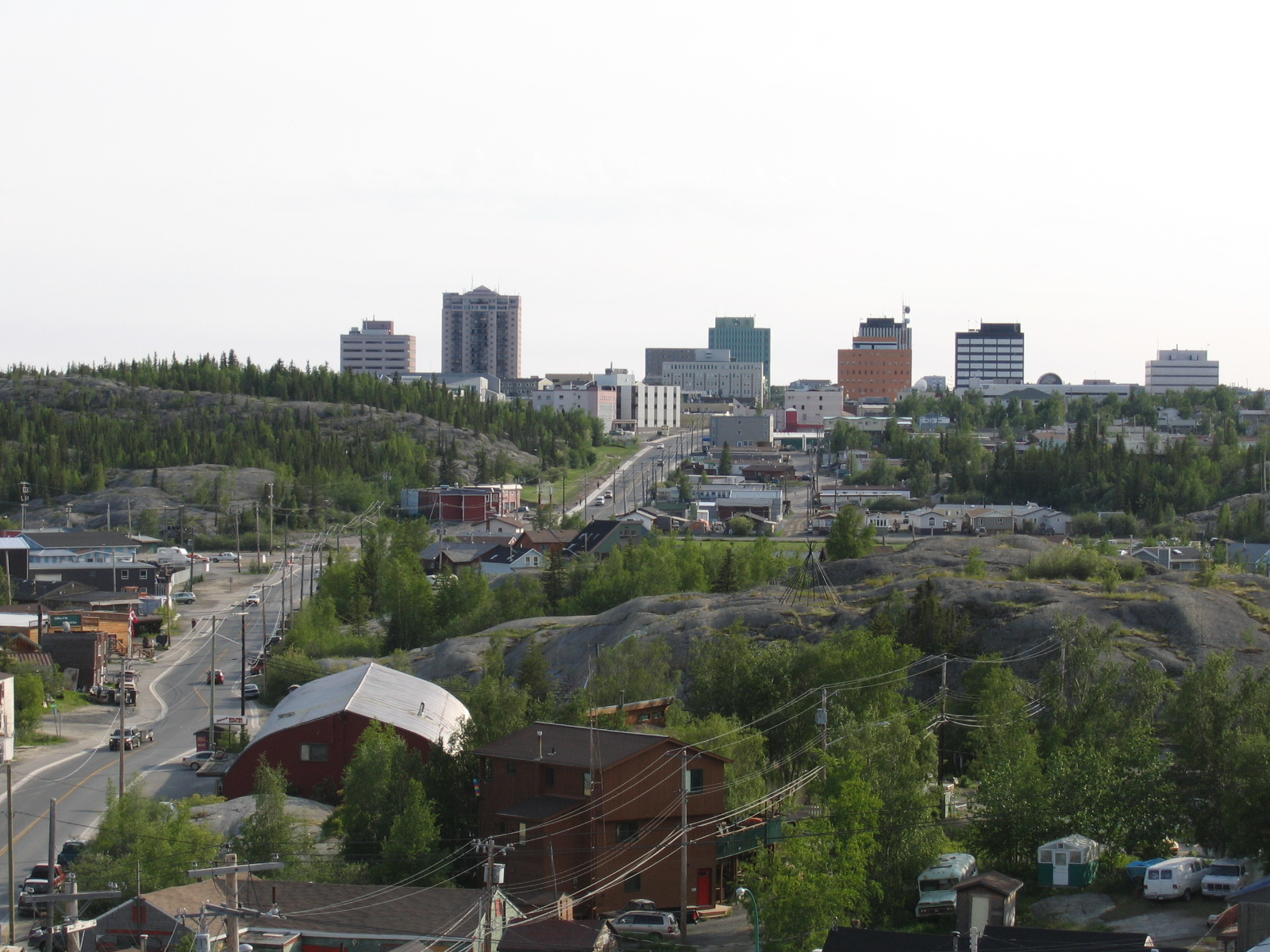
Вид на Йеллоунайф

Территории расположены в северо-западной арктической части Канады. На севере омываются Северным Ледовитым океаном. На западе граничат с территорией Юкон, на юге — с провинциями Саскачеван, Альберта и Британская Колумбия, на северо-востоке и востоке — с территорией Нунавут, выделенной из состава Территорий 1 апреля 1999 года.

## История
Современная административная единица была создана в июне 1870 года, когда Компания Гудзонова залива передала Землю Руперта и Северо-Западную территорию правительству Канады. Эта огромная область включала тогда почти всю территорию нынешней Канады. В неё не входили только Ньюфаундленд и Лабрадор, Приморские провинции, южные части нынешних Квебека и Онтарио на востоке и Британская Колумбия на западе. Кроме того, в неё не входили Арктические острова за исключением южной половины Баффиновой Земли: они оставались под британским управлением до 1880 года.
Со временем площадь Северо-Западных территорий постепенно уменьшалась.
15 июля 1870 года была создана провинция Манитоба, тогда представлявшая крошечную территорию вокруг Виннипега. В 1881 году она была увеличена и стала включать весь юг современной провинции.
К тому времени, когда Британская Колумбия присоединилась к Конфедерации 20 июля 1871 года, ей уже передали части Северо-Западных территорий южнее 60˚ северной широты и западнее 120˚ западной долготы (1866), которая включила большую часть территории Стикин.
В 1882 году Реджайна в округе Ассинибойн стала центром Северо-Западных территорий.
Тем временем, провинция Онтарио была увеличена в северо-западном направлении в 1882 году.
В 1898 году часть территорий передали Квебеку, а Юкон выделили в отдельную территорию из-за золотой лихорадки — чтобы освободить правительство Северо-Западных территорий от управления внезапным бумом населения, деловой активности и притока иммигрантов.
В 1905 году из юго-восточных земель территории, в связи с притоком туда значительного числа поселенцев, были созданы провинции Альберта и Саскачеван, Реджайна стала столицей последней.
Оставшиеся Северо-Западные территории не были представлены в Канадской Палате общин с 1907 по 1947 год, когда появился избирательный округ Реки Юкон-Маккензи, который включал только округ Маккензи. Остальная часть Северо-Западных территорий не была представлена в Палате общин до 1962 года, когда был создан избирательный округ Северо-Западных территорий, с учётом эскимосов, получивших право голосовать в 1953 году.
В 1912 году правительство Канады переименовало территорию: теперь её название не писалось через дефис.
Между 1925 и 1999 годами площадь Северо-Западных территорий составляла 3 439 296 км² и превышала площадь Индии. В этот период Северо-Западные территории были крупнейшей административно-территориальной единицей в мире.
1 апреля 1999 года восточные три пятых Северо-Западных территорий (включая весь округ Киватин и большую часть округов Маккензи и Франклина) стали отдельной территорией под названием Нунавут.

## Экономика
Основой экономики территории являются залежи полезных ископаемых, таких, как золото, алмазы, природный газ.
К северо-востоку от города Йеллоунайф в начале 1990-х годов были открыты крупнейшие в стране месторождения алмазов Дайавик и Экати (англ. Ekati Diamond Mine) (разрабатывается с 1998). В августе 2003 года правительство Канады признало право собственности индейского племени тличо на богатый алмазами район Северо-Западных территорий. Компания De Beers получила разрешение на строительство рудника по добыче алмазов на месторождении Гахчо-Кьюэ, неподалёку от озера Кеннеди (Kennady Lake), подписав соглашение с коренным народом тличо.

## Административное деление

- Дехчо
- Инувик
- Нортслейв
- Сахту
- Сузслейв

## Политическая структура
Имеется законодательная ассамблея из 19 человек. 7 человек представляют Йеллоунайф. Последние выборы были 14 ноября 2023 года.
Выборы в провинции непартийные, в провинции действует правительство консенсуса.
На федеральных выборах жители Северо-западной территории голосуют за либералов, консерваторов и новых демократов. Представители 3 партий в разное время представляли округ Северо-Западный территорий в парламенте Канады.

## Демография

Динамика населения. Значительные разницы обусловлены: 1) в данных о населении 1901 г. не был включён Юкон, поскольку он стал отдельной АТЕ Канады в 1898 г., 2) в данных о населении 2001 г. не был включён Нунавут, поскольку он стал отдельной АТЕ Канады в 1999 г.

Сейчас население преимущественно представлено 10 этническими группами:
- Первые Нации/Индейцы — 36,0 %;
- Канадцы — 19,6 %;
- Англичане — 16,6 %;
- Шотландцы — 14,0 %;
- Ирландцы — 12,0 %;
- Эскимосы/Инуиты — 11,2 %;
- Французы — 10,4 %;
- Немцы — 8,1 %;
- Метисы — 8,0 %;
- Украинцы — 3,4 %.

### Вероисповедание
По данным на 2001 г. крупнейшей религиозной общностью были римо-католики 16 940 чел. (46 %); члены Англиканской церкви Канады — 5 510 (15 %), члены Объединённой церкви Канады — 2 230 (6 %).

### Родной язык
Исходя из переписи населения численность проживающих на Северо-Западных территориях в 2006 г. составляло 41 464 чел. Из них 40 680 чел. приняли участие в опросе о родном языке, их результаты даны в таблице.
| №  | Язык            | Население | Доля   |
| 1  | Английский      | 31 545    | 77,5 % |
| 2  | Догриб          | 1 950     | 4,8 %  |
| 3  | Южный Слейви    | 1 285     | 3,2 %  |
| 4  | Французский     | 975       | 2,4 %  |
| 5  | Северный Слейви | 835       | 2,1 %  |
| 6  | Инуктитут       | 695       | 1,7 %  |
| 7  | Тагальский      | 505       | 1,2 %  |
| 8  | Дене (Чипевиан) | 390       | 1,0 %  |
| 9  | Вьетнамский     | 305       | 0,8 %  |
| 10 | Китайский       | 260       | 0,6 %  |
| 11 | Кри             | 190       | 0,5 %  |
| 12 | Немецкий        | 190       | 0,5 %  |
| 13 | Гвичин          | 190       | 0,5 %  |